# Friedrich Jolly
Friedrich Jolly (Heidelberg, 24 novembre 1844 – Berlino, 4 gennaio 1904) è stato un neurologo e psichiatra tedesco.

## Biografia
Studiò medicina a Göttingen sotto Georg Meissner (1829-1905), e nel 1867 conseguì il dottorato a Monaco. Nel 1868 divenne assistente di Bernhard von Gudden (1824-1886) e Hubert von Grashey (1839-1914) presso l'istituto psichiatrico di Werneck, e nel 1870 fu assistente di Franz von Rinecker (1811-1883) al Juliusspital a Würzburg.
Nel 1873 Jolly divenne direttore della clinica psichiatrica di Strassburg, dove fu nominato successore di Richard von Krafft-Ebing (1840-1902). Nel 1890 succedette a Karl Friedrich Otto Westphal (1833-1890) come direttore della clinica neuropsichiatrica presso la Charité di Berlino.
Jolly è ricordato per la sua ricerca pionieristica sulla miastenia grave, compresi gli aspetti elettrofisiologici che comportano stanchezza anomala.
Fu autore di un influente trattato sull'ipocondria che fu pubblicato nel "Handbuch der speciellen Pathologie und Therapie" di Hugo Wilhelm von Ziemssen. L'opera "Untersuchungen über den elektrischen Leitungswiderstand des menschlichen Körpers" (1884) fu fondamentale per lo studio della diagnostica elettrica.
La sua tomba è nel cimitero protestante Friedhof III der Jerusalems- und Neuen Kirchengemeinde (cimitero n. III delle congregazioni della chiesa di Gerusalemme e della nuova chiesa) a Berlino-Kreuzberg, a sud di Hallesches Tor.